# Джуно (округ, Вісконсин)
Шаблон:StateAbbr_ 43°55′ пн. ш. 90°07′ зх. д. / 43.92° пн. ш. 90.11° зх. д.
 Джуно (англ. Juneau County) — округ (графство) у штаті Вісконсин. Ідентифікатор округу 55057.

## Історія
Округ утворений 1856 року.

## Демографія
За даними перепису 
2000 року 
загальне населення округу становило 24316 осіб, зокрема міського населення було 3635, а сільського — 20681.
Серед них чоловіків — 12162, а жінок — 12154. В окрузі було 9696 домогосподарств, 6701 родин, які мешкали в 12370 будинках.
Середній розмір родини становив 2,96.
Віковий розподіл населення поданий у таблиці:
| Стать    | До 15 років | 15-21 | 22-29 | 30-39 | 40-49 | 50-65 | 65-85 | Понад 85 |
| -------- | ----------- | ----- | ----- | ----- | ----- | ----- | ----- | -------- |
| Чоловіки | 2572        | 1203  | 927   | 1665  | 1922  | 2042  | 1689  | 142      |
| Жінки    | 2417        | 1036  | 900   | 1675  | 1723  | 2156  | 1882  | 365      |

## Суміжні округи
- Вуд — північ
- Адамс — схід
- Колумбія — південний схід
- Сок — південь
- Вернон — південний захід
- Монро — захід
- Джексон — північний захід

## Виноски
1. ↑  U.S. Decennial Census. United States Census Bureau. Архів оригіналу за 26 квітня 2015. Процитовано 5 серпня 2015.
2. ↑  Historical Census Browser. University of Virginia Library. Архів оригіналу за 30 травня 2019. Процитовано 5 серпня 2015.
3. ↑  Forstall, Richard L., ред. (27 березня 1995). Population of Counties by Decennial Census: 1900 to 1990. United States Census Bureau. Архів оригіналу за 18 липня 2015. Процитовано 5 серпня 2015.
4. ↑  Census 2000 PHC-T-4. Ranking Tables for Counties: 1990 and 2000 (PDF). United States Census Bureau. 2 квітня 2001. Архів оригіналу (PDF) за 18 грудня 2014. Процитовано 5 серпня 2015.
5. ↑  State & County QuickFacts. United States Census Bureau. Архів оригіналу за 17 червня 2011. Процитовано 21 січня 2014.(англ.) Наведено за англійською вікіпедією.
6. ↑  American FactFinder. Бюро перепису населення США. Архів оригіналу за 21 травня 2008. Процитовано 31 січня 2008.

| США | Це незавершена стаття з географії США. Ви можете допомогти проєкту, виправивши або дописавши її. |